# Eman Liđan
Eman Liđan (* 6. Oktober 2005 in Bihać) ist ein bosnischer Fußballspieler.

## Karriere
Liđan begann seine Karriere beim SV Windischgarsten. Im September 2016 wechselte er zum SK Vorwärts Steyr. Zur Saison 2019/20 kam er in das AFW Waidhofen. Zur Saison 2022/23 kehrte er zum Zweitligisten Steyr zurück.
Sein Debüt in der 2. Liga gab er im August 2022, als er am vierten Spieltag jener Saison gegen den Floridsdorfer AC in der 83. Minute für Kevin Sostarits eingewechselt wurde.